# 1E 161348-5055
1E 161348-5055, även känd som 1E 161348-5055.1, är en ensam stjärna belägen i den mellersta delen av stjärnbilden Vinkelhaken. Den har en högsta skenbar magnitud av ca 13,76 (K) och kräver ett kraftfullt teleskop för att kunna observeras.

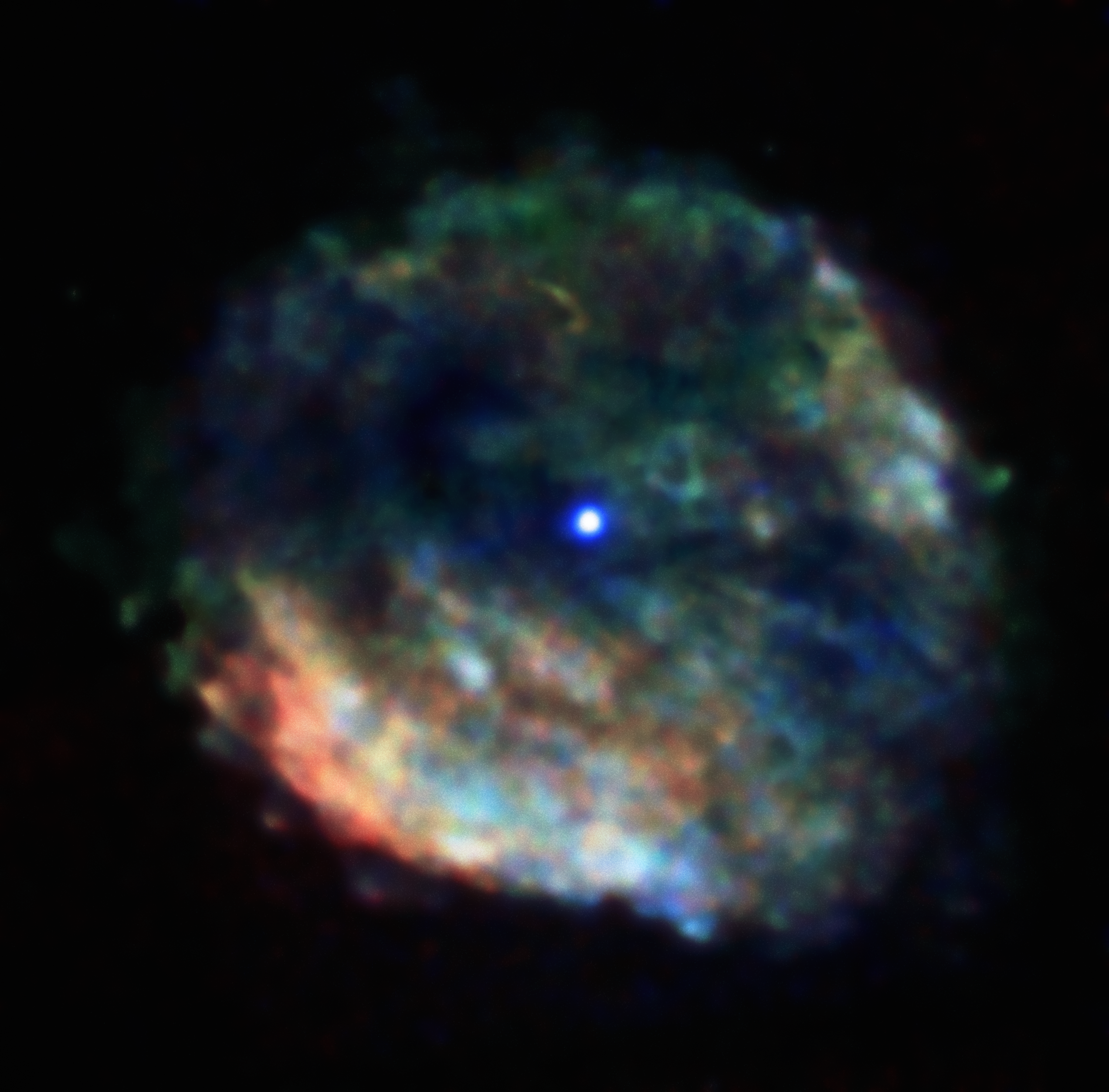
1E 161348-5055 i mitten av RCW 103
Foto: NASA/CXC/Penn State/G.Garmire et al.

1E 161348-5055.1 är en neutronstjärna som finns i mitten av RCW103- supernovaresterna. Det är en periodisk källa till röntgenstrålning med en period på 6,67 timmar. Den är ungefär 2 000 år gammal och ligger på ett avstånd av ca 10 000 ljusår från solen. Även om den en gång ansågs vara ett centralt kompakt objekt, har de observerade skurarna gjort att det omklassificerats som antingen en magnetär eller möjligen en binär röntgenstrålare.  

## Observation
Stjärnan upptäcktes av Einstein-observatoriet. Den är ovanlig på grund av dess rotationsperiod på 6,7 timmar. Dess period är för lång för en stjärna på 2 000 år, som borde rotera tusentals gånger snabbare. Istället beter den sig mer som en mångmiljonårig stjärna. En annan konstighet inträffade mellan oktober 1999 och januari 2000. Stjärnan blev 50 gånger ljusare. Larmsignalen har bleknat sedan toppen men har inte återgått till nivån före 1999. Två teorier har lagts fram för att förklara dessa fenomen.
Den första är att stjärnan har ett massivt magnetfält. Detta starka fält skulle bromsa mot stoftskivan som efterlämnats av supernovan, som hittills varit okänd för vetenskapen. Denna teori skulle förklara den långsammare än förväntade rotationen men inte ökningen i ljusstyrka.
En alternativ förklaring är att stjärnan har en följeslagare med låg massa och röntgenstrålning, som skulle kretsa i en långsträckt bana. När följeslagaren är nära neutronstjärnan, skulle den mata in massa i den, vilket skapar den ökade ljusstyrkan. Draget som skapas av följeslagaren på neutronstjärnans magnetfält skulle också bromsa neutronstjärnans rotation. Om detta scenario är fallet är det det yngsta sådana systemet som hittills observerats.